# Ryszard Zapała
Ryszard Zapała (* 21. März 1940 in Kielce; † 1. Mai 2012 ebenda) war ein polnischer Radrennfahrer.

## Sportliche Laufbahn
1963 bestritt Zapała bei den UCI-Straßen-Weltmeisterschaften das Einzelrennen und wurde dort 49. In derselben Saison gewann er eine Etappe der Polen-Rundfahrt. Bei der Internationalen Friedensfahrt 1964 wurde er beim Sieg von Jan Smolik Fünfter. Er gewann 1963 das Rennen Skopenki Memorial (ein polnisches Etappenrennen) und gewann eine Etappe in der Österreich-Rundfahrt, die er auf dem dritten Rang und als Sieger der Bergwertung beendete. 1967 konnte er die Serbien-Rundfahrt gewinnen. Auch die Tour de l’Avenir und weitere europäische Landes-Rundfahrten bestritt Zapała für Polen.